# تی‌ام‌کی
تی‌ام‌کی (روسی: OAO Трубная Металлургическая Компания) شرکت فولاد روسی است، که در سال ۲۰۰۱ تأسیس شد.